# Siegfried Müller (Politiker)
Siegfried Müller (* 11. November 1955 in Kitzingen) ist ein deutscher Kommunalpolitiker und war vom 1. Mai 2008 bis 30. April 2020 Oberbürgermeister der Stadt Kitzingen.

## Werdegang
Der Sparkassenbetriebswirt ist in der Kommunalpolitik seit 1990 tätig. Er war Stadtrat in Kitzingen und Mitglied des Kreistags des Landkreises Kitzingen. Er war Gewerbe- und Industriereferent der Stadt und Fraktionsvorsitzender der Unabhängigen sozialen Wählergruppe Kitzingen (UsW).
Am 16. März 2008 wurde er in der Stichwahl gegen die CSU-Gegenkandidatin Angelika Küspert mit 67,54 Prozent der Stimmen zum Oberbürgermeister der Stadt Kitzingen gewählt. Sein Amtsnachfolger ist seit dem 1. Mai 2020 Stefan Güntner (CSU).

## Auszeichnungen
- 2020: Ehrenbürger der Stadt Trzebnica[1]